# Мирослав Градинаров
Мирослав Градинаров е български волейболист национал, играещ на пост посрещач. Той е роден на 10 февруари 1985 във Варна. За дълго време излиза от родната сцена. Играе за редица европейски държави. Роднина е на Виктор Градинаров, човекът, който нахлу в къщата на Иван Костов.

## Клубна кариера
- Черно море (2001-2008)
- Токат Беледие Плевнеспор (2008-2009)
- Пинето (2009-2010)
- Омония Никозия (2010-2011)
- Токио (2011-2014)
- Спейсър'с (Тулуза) (2014-2015)
- Токио (2015)
- Катар спорт клуб (2015-2016)